# Hương phi

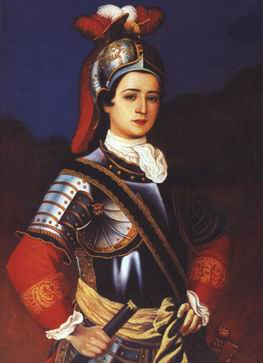
Hương phi - Iparhan trong trang phục áo giáp

Hương phi (tiếng Trung Quốc: 香妃, bính âm: Xiāngfēi; tiếng Uyghur: ئىپارخان / Iparxan / Ипархан) là một nhân vật trong truyền thuyết Trung Quốc, là phi tần của Thanh Cao Tông Càn Long Đế vào thế kỉ XVIII.
Mặc dù câu chuyện về Hương phi được tin là thần thoại, nhưng nó có thể được xây dựng dựa trên Dung phi Hòa Trác thị, một phi tần có thật của Càn Long Đế đến từ miền viễn Tây Trung Quốc. Tuy nhiên, một số thuyết khẳng định Dung phi và Hương phi là hai người phụ nữ khác nhau. Có rất nhiều phiên bản khác nhau giữa truyền thuyết của người Hán và người Duy Ngô Nhĩ.

## Truyền thuyết

### Dị bản của người Hán
Theo truyền thuyết của người Hán, Hương phi là một Vương phi theo Hồi giáo. Hầu như đại đa số truyền thuyết đều không đề cập chồng nàng, nhưng nếu có đề cập thì đều là Hoắc Tập Chiêm (霍集占) - thủ lĩnh của Tiểu Hòa Trác, cứ địa tại thành phố ốc đảo Kashgar. Đáng chú ý hơn vẻ đẹp tuyệt thế của nàng là một thứ hương thơm tự nhiên tỏa ra từ khắp cơ thể, quyến rũ người khác. Khi đánh bại Hoắc Tập Chiêm, Đại tướng quân Triệu Huệ đã bắt Hương phi dâng lên cho Càn Long Đế, và Hoàng đế đã sắc phong nàng trở thành phi tần trong hậu cung. Nàng tiến cung như một lễ vật dành Càn Long Đế và được hộ tống cẩn thận trên suốt quãng đường đến Bắc Kinh, tắm rửa hằng ngày trên đường đi bằng sữa lạc đà để không làm mất đi thứ hương thơm bí ẩn của nàng. Nàng như vậy được tôn kính với biệt danh ["Hương phi"].
Khi đến Tử Cấm Thành ở Bắc Kinh, Hương phi được xem như phi tần đẹp nhất trong số các phi tần vốn đã như hoa như ngọc nên được Hoàng đế sủng ái ban cho một cung điện sang trọng và một ngự hoa viên ở khu Tây Nam trong cung. Theo một ít dị bản khác, Càn Long Đế còn vì nàng mà kiến tạo nên một tòa nhà, tên gọi là Bảo Nguyệt lâu (宝月楼; nay là ở Tân Hoa môn lâu, Trung Nam Hải, Tây Trường An phố). Dẫu cho bao ân sủng mà Hoàng đế dành cho mình, Hương phi nhất quyết kháng cự lại Hoàng đế, thậm chí còn dọa tự tử hoặc trực tiếp giết Hoàng đế nếu chạm vào mình. Để chiêu dụ người đẹp, Càn Long Đế sai người xây một khu chợ và khu phố theo kiểu Hồi giáo, nhằm xoa dịu Hương phi, cũng mong nàng có thể hồi tâm chuyển ý.
Mẹ của Càn Long Đế, Sùng Khánh Hoàng thái hậu, qua nhiều dị bản câu chuyện đều nghe đến và khuyên Hoàng đế nếu không thu phục được, thì thả về, hoặc là giết đi. Nhưng Càn Long Đế đều không đồng ý. Và cũng qua nhiều phiên bản, phải sau khi nhân dịp Càn Long Đế vì lễ tế mà tiến hành Trai giới (tức là đến nơi riêng khóa cửa tịnh tâm), Sùng Khánh Hoàng thái hậu nhân đó mới đem Hương phi ra tra vấn. Ở những phiên bản này (cụ thể là Thanh bại loại sao), Hoàng thái hậu đều đã hỏi nàng đại loại:“Ngươi không chịu khuất chí, rốt cục muốn tính toán điều gì?”, nàng trả lời:“Chỉ chết mà thôi”. Thái hậu bèn ban cho Hương phi chết, sai thái giám treo cổ trong cung. Với nhiều truyền thuyết nói, sở dĩ Hoàng thái hậu can thiệp, không chỉ làm toại nguyện ý chí kiên định của Hương phi, mà còn bảo toàn Càn Long Đế không bị Hương phi mê hoặc. Sau khi Hương phi chết, Càn Long Đế dùng lễ Phi an táng.

### Dị bản người Duy Ngô Nhĩ

Lăng Abakh Khoja, nơi được cho là chứa thi thể của Iparhan.

Câu chuyện phiên bản của người Duy Ngô Nhĩ có ảnh hưởng khá lớn đến truyền thuyết Hương phi của người Hán. Hương phi vốn là hậu duệ của người cầm quyền Diệp Nhĩ Khương Hãn quốc, có tên thật là Y Mạt Nhĩ Hãn (伊帕尔罕; tiếng Uyghur: ئىپارخان; Iparhan，Ипархан).
Theo một đại bộ phận truyền thuyết, Iparhan là vào lúc Càn Long Đế can thiệp vào nội bộ của tộc Duy Ngô Nhĩ, đã giúp Duy Ngô Nhĩ có được hòa bình, nên Thủ lĩnh của họ đã dâng Iparhan lên Hoàng đế, khi đó nàng 22 tuổi. Sở dĩ người Duy Ngô Nhĩ gọi nàng là "Iparhan", bởi vì trên người nàng tỏa ra hương thơm kì lạ, nguyên do vì từ nhỏ đã rất thích ăn cây táo, do vậy thân thể ám đậm mùi hương. Khi trên đường đến Bắc Kinh, Iparhan ra 3 điều kiện: Thứ nhất, phải xây kiến trúc phong cách Hồi giáo cho nàng cư trú. Thứ hai, nàng muốn đem anh trai Đồ Địch Công (图迪公; Turdi gong) cùng nhau trú ở Bắc Kinh. Thứ ba, sau khi chết thì yêu cầu đưa về quê hương mai táng. Càn Long Đế chấp nhận hết thảy, đưa về Bắc Kinh. Nhưng nàng ở Bắc Kinh ngày đêm tưởng niệm quê nhà, rầu rĩ không vui. Khoảng 7 năm sau, Turdi gong chết, Iparhan cũng vì thế mất theo. Thi thể của bà được chị dâu người Hán là Tô Đại Hương (苏黛香; Dilšad) hộ tống về quê nhà.
Có một câu chuyện trong Tarikh-i-Hämidiy (伊米德史), được cho là liên quan đến truyền thuyết Iparhan nhưng mà tương đối khác. Trong Tarikh-i-Hämidiy, có một cô gái 16 tuổi bị quan viên nịnh nọt Hoàng đế Trung Quốc mà bắt cóc đem dâng lên. Khi đêm đến, cô bật khóc vì nhớ quê hương và cây táo xứ sở của mình, Hoàng đế hỏi chuyện thì tò mò thứ cây ấy, nên mới cho người đem về trồng. Một số câu chuyện còn miêu tả Iparhan như một nhân vật chống lại triều đình Mãn Thanh trong thời kì người dân vùng Uqturpan nổi loạn. Có ý kiến cho rằng, ngoài việc bảo vệ sự trong trắng của mình, Iparhan còn lên kế hoạch giết Càn Long Đế để trả thù việc nhà Thanh đã chiếm giữ quê hương Tân Cương của mình. Lăng mộ Apak Khojar nằm ở ngoại ô Kashgar, được xây dựng vào năm 1640 và bao gồm một khu phức hợp lớn với thánh đường và trường học Hồi giáo, khu nhà mộ của năm thế hệ gia đình Apak Khoja. Trong đó, theo truyền thuyết về Hương nương nương miếu (香娘娘庙), là bao gồm có cả thi thể của Iparhan.

## Các ghi chép cụ thể
Từ sách Travels of the Russian Mission Through Mongolia to China, and Residence in Peking, in the Years 1820-1821 xuất bản tại London năm 1827. Đây được xem là tài liệu văn bản xưa nhất từng đề cập về Hương phi:
| “ | As we went along past the walls of the city and of the palace, to the south and the west, we saw, near the south west angle, a mosque built by Kien long for the Mahometans, whom he brought hither after the conquest of eastern Turkestan. When we pass into a street near the mosque and the houses of the Turkestans, we come to the wall of the great garden of the palace. Here we see the roofs of the dwellings or the summer houses, and the top of an artificial hill planted with juniper trees. In the garden and directly opposite the mosque, is a very large summer-house, built by Kien long for the use of his third wife, a princess of Turkestan, who went to it for the purpose of prayer. This marriage was a measure of policy on the part of the Mantchoo court, with a view of more closely attaching the conquered nations to its dominion . Khi chúng ta men theo tường thành và các cung, đi về xuống phía Tây Nam, sẽ bắt gặp ở góc giữa có một nhà thờ kiểu Hồi giáo mà Càn Long Hoàng đế cho xây dựng cho các tín đồ Hồi giáo, bọn họ là thành quả chinh phục của vị Hoàng đế này đối với vùng Đông Đột Quyết Tư Thản. Khi chúng ta đi vào một dãy phố gần khu vực nhà thờ Hồi giáo kia, bắt gặp bức tường của một đại hoa viên trong cung. Tại đây, chúng ta sẽ thấy tầng mái của các căn nhà thủy tạ hoặc đình hóng gió, cùng với một đỉnh núi giả được chăm sóc tỉ mỉ. Ở trong hoa viên đối diện nhà thờ Hồi giáo là một cái dình lầu cực kỳ lớn, nơi mà Càn Long Hoàng đế dành cho người vợ thứ 3 của ông, một vị công chúa người Đông Đột Quyết Tư Thản. Bà thường đến đây hàng tuần để cầu nguyện. Cuộc hôn nhân này là một thủ đoạn của cung đình Mãn Châu, hòng đem bộ nhân vừa được chinh phục nằm trong vòng kiểm soát của Hoàng đế. | ” |
| — Travels of the Russian Mission Through Mongolia to China, and Residence in Peking, in the Years 1820-1821 | |   |

Năm Quang Tự nguyên niên (1875), phát hành Tây Cương tạp thuật thi (西疆杂述诗), là văn bản đầu tiên xuất hiện cái danh xưng "Hương", nhưng lại không trực tiếp ám chỉ vị công chúa người Hồi là Hương phi.
| “                                                 | 香娘娘庙，在喀什噶尔回城北四五里许，庙形四方，上覆绿瓷瓦，中空而顶圆，无像设，惟墓在焉……香娘娘，乾隆间喀什噶尔人，降生不凡，体有香气，性真笃，因恋母，归没于母家。 . Hương nương nương miếu, cách khoảng 4 đến 5 dặm về hướng bắc của Khách Thập Cát Nhĩ Hồi thành. Miếu hình tứ phương, trên đỉnh lợp ngói màu lục, hình tròn mà rỗng, không có tượng ảnh gì, chỉ có mộ... Hương nương nương, người Khách Thập Cát Nhĩ thời Càn Long, giáng sinh bất phàm, cơ thể có mùi hương, tính trung hậu thần thật, quyến luyến đất mẹ, khi chết táng ở quê nhà. | ” |
| — Hương nương nương miếu, Tây Cương tạp thuật thi | |   |

Năm Quang Tự thứ 16 (1890), Tương Khỉ lâu văn tập (湘绮楼文集) có ghi lại:
| “                                          | 孝圣宪皇后，纯皇帝之母也。……及为太后，约皇帝以礼，率六宫以慈，福寿仁贤，形于四海。准回之平也，有女籍于宫中，生有美色，专得上宠，号曰“回妃”。然准女怀其家国，恨于亡破，阴怀逆志，因侍寝而惊宫御者数矣。诘问，具对以必死报父母之仇。上益壮悲其志，思以恩养之。太后知焉，每召回女，上辄左右之。会郊祭斋宿，子夜驾出。太后乘平辇直至上宫，入便闭门，宦侍奔告，上遽命驾还，叩门不得入。以额触扉，臣御号泣，闻于内外。太后当门坐，促召回女，绞而杀之，待其气绝，抚之已冷，乃启门。上入号泣，俄而大寤，顿首太后前。太后亦持上流涕。左右莫不感动泣下，海内闻者皆叹息，相谓天子有圣母也。静而有化，而强于教诲。诗曰：“君子万年，景命有仆。”此之谓也。 . Hiếu Thánh Hiến Hoàng hậu, mẹ của Thuần Hoàng đế....Khi là Thái hậu, Hoàng đế lấy lễ đãi, đứng đầu Lục cung nổi tiếng nhân từ hòa huệ. Khi bình định Hồi bộ, có nữ tịch đưa vào trong cung, nhan sắc xinh đẹp, rất được chuyên sủng, hiệu là "Hồi phi". Mà nữ tịch này vẫn thống hận vì nước vong, âm hoài nghịch chí, nhân thị tẩm mà kinh động thánh giá. Khi chất vấn, đối rằng phải đem Hoàng đế giết đi để báo thù cha mẹ. Hoàng thượng cuối cùng tâm đắc ý bi thống của nàng, cho thêm ân dưỡng. Thái hậu biết chuyện, triệu Hồi nữ vào, Thượng đều ở bên cạnh. Đến kỳ Giao tế phải Trai giới, Hoàng thượng nửa đêm xuất cung, Thái hậu ngồi kiệu vào ngay trong cung, sau cho đóng cửa lại. Hoạn quan chạy đến báo, Hoàng thượng giục về cung ngay, nhưng do cửa đóng mà không vào được. Ngài cảm xúc dâng trào thống khổ, cận thần đều khóc, truyền đến ra ngoài. Thái hậu ở giữa cửa ngồi, triệu Hồi nữ ra, thắt cổ cho đến chết. Khi đã không còn thở, bà dửng dưng rời khỏi, lúc ấy mới cho mở cửa. Hoàng thượng khi vào được mà òa khóc, chốc lát tỉnh ngộ, khấu đầu trước Thái hậu. Thái hậu cũng đỡ Hoàng thượng dậy, lau nước mắt. Tả hữu đều cảm động khóc. Người trong nước truyền nhau nghe mà thở dài, cho rằng Thiên tử có Thánh mẫu vậy. Vừa tĩnh lặng, vừa cương quyết mà dạy bảo Hoàng đế. Có thơ rằng:"Quân tử vạn niên, cảnh mệnh hữu phó", chính là nói về chuyện này. | ” |
| — Chuyện về Hồi phi, Tương Khỉ lâu văn tập | |   |

Năm Dân Quốc thứ 2 (1913), ấn hành Mãn Thanh ngoại sử (满清外史):
| “                                         | 初，回部某王妃，貌艳丽，且生而体有异香，不假熏沐。回人号之曰香妃……迨回疆既平，兆惠果生得香妃，欲致之京师，先密奏，弘历闻之大喜，命沿途官吏妥为视护，毋使损颜色。既至，处之西内。香妃意色泰然。若不知有亡国之恨。及弘历至，则凛若冰霜。与之语，百问不一答。无已，令宫人善言词者喻以指，香妃袖出白刃欲自诛。宫人大惊，呼其侣至，欲共劫而夺之。香妃笑谓宫人曰：“汝无然。吾裼衣中有如此刃者数十，安能尽取而夺之乎？且汝苟逼吾，吾先饮刃，汝其奈吾何！”弘历亦无可如何，但时时幸其宫中，坐少选即出，犹冀其久而志可改也。令诸侍逻守之。已而闻其思故乡风物也，则于所居之楼外建市肆庐舍礼拜堂，具如西域式，以媚之。时弘历母钮祜禄氏年已高，微闻其事，数戒弘历毋往，且曰：“彼即不肯自屈，非杀之，则归之耳。”弘历犹豫不忍舍。如是者数年。会长至将祀圜丘，弘历先期赴斋宫。钮祜禄氏知之，令宫人召香妃诣慈宁宫详问之，则立志颇坚，万不能夺。乃由宫人引入旁室缢杀之。是时弘历在斋宫，已闻报，仓皇命驾归。则香妃已死矣。为之不怡者累日。 . Khi xưa, Hồi bộ có một Vương phi, nhìn rất đẹp, cơ thể có mùi hương kỳ lạ, không cần xông hương. Người hồi đều gọi nàng là Hương phi....Hồi Cương đã bình, Triệu Huệ bắt được Hương phi. Trước lấy mật sơ tấu lên Hoàng đế, Đế rất vui. Mệnh các quan hộ tống ven đường phải chăm lo sinh hoạt hằng ngày. Khi đến kinh, đưa vào phía Tây Nam trong cung. Hương phi ở trong cung, thản nhiên như không, tựa như chẳng hề biết chuyện vong quốc. Khi Hoàng đế đến, nàng cử chỉ lãnh đạm như băng. Đế hỏi đi mấy lần, nàng vẫn không đáp một câu. Thế là Hoàng đế lệnh cung nhân biết ăn nói, truyền dụ lại ý mệnh, thì Hương phi đột nhiên xúc động, rút trong tay áo có đoản dao, muốn giết Hoàng đế. Cung nhân kinh hãi, hô lên, thế là cả mấy người đến đoạt dao đi. Hương phi nói rằng:"Ngươi chớ cần lo! Ở trong áo ta có đến 10 con dao, các ngươi tha hồ mà đoạt lấy! Nếu như ngươi dám bức ép ta, ta sẽ tự đâm vào mình, để xem ngươi làm sao!". Hoàng đế không biết làm thế nào, ngồi kiệu nhỏ đi ra, hi vọng về lâu ngày nàng sẽ quen. Lệnh cung nhân giám thị chặt chẽ. Lại nghe nàng nhớ đến cố hương, nên mệnh làm một cái chợ và nhà thờ bên ngoài chỗ nàng ở, kiểu Tây Vực, hi vọng an ủi nàng. Khi mẹ của Hoàng đế là Nữu Hỗ Lộc thị, người tuổi đã cao, nghe đến chuyện lạ thì hỏi vấn, thì nói:"Cái ngữ ấy không tự khuất phục, thì nên giết đi, hoặc là gửi về chỗ cũ". Hoàng đế do dự, không đành lòng. Khi đến kỳ tế, Hoàng đế phải Trai giới, Nữu Hỗ Lộc thị biết thì liền triệu cung nhân dẫn Hương phi đến Từ Ninh cung hỏi chuyện. Khi biết nàng ý chí bất khuất, lệnh cung nhân đem đi thắt cổ. Khi đó Hoàng đế còn ở đàn Trai giới, nghe cung nhân báo thì hốt hoảng quay về, nhưng khi đến ấy thì Hương phi đã tắt thở. | ” |
| — Chuyện về Hương phi, Mãn Thanh ngoại sử | |   |

Năm Dân Quốc thứ 5 (1916), sách Thanh bại loại sao (清稗类钞) xuất bản, và câu chuyện được ghi chép trong đây trở thành một trong những phiên bản hay được nhắc đến nhất:
| “                                                | 回王某妃以体有异香，号香妃，国色也。高宗久闻其美，乾隆戊寅，尝于征回之役，召见将军兆惠，令穷其异。兆惠知恉，己卯，回疆平，果生得之。香妃既至京，命处之西苑，妃意泰然。高宗时至其居，百问不一答，乃令宫眷游说之，则袖出白刃，侃侃而言曰：「国破家亡，死志久决。然徒死无益，必得一当以报故主。今若强逼，吾志遂矣。」宫眷大愕，欲群劫而夺其刃，妃笑曰：「吾衵衣中尚有数十刃，若辈欲迫我者，请先饮刃。」宫眷不得已，以状奏闻，高宗太息而已。但命人日夕逻守，防其自戕，且犹冀其久而复仇之意渐怠，更有以悦之也。于其所居楼外，仿西域式建清真寺及市肆，使如见故土焉。太后闻其事，为高宗危，戒勿往西苑，曰：「彼终不自屈，盍杀之！否则放还乡里耳。」高宗不听。某年，冬至郊天，太后知高宗之方先期赴斋宫也，召妃至慈宁宫，鐍宫门，戒左右曰：「虽帝至，不得纳。」语妃曰：「汝不屈志，当何为？」妃曰：「死耳。」太后曰：「今赐汝死，可乎！」妃再拜谢曰：「妾以志在复仇，不欲徒死，今得从故主于地下，感且不朽。」时高宗已得报，亟命驾归，诣慈宁宫，则宫门已下键，乃痛哭门外。须臾，门启，高宗入，妃已气绝，而异香不散，面犹含笑也，后以妃礼葬之。祥符周星誉藏有香妃小影，作满妆，姿态可人。高宗戎装佩剑，纠纠有威猛之风。香妃手持箭三枝，似欲授之于高宗者。盖所绘为塞外行猎之景也。 . Hồi vương phi cơ thể toát mùi hương kỳ lạ, hiệu Hương phi, là danh quốc sắc. Cao Tông sớm nghe tiếng, năm Mậu Dần triều Càn Long, trải qua chinh phạt đất Hồi, triệu kiến tướng quân Triệu Huệ tận lực truy xét. Triệu Huệ vâng mệnh, sang năm Kỷ Mão, đất Hồi Cương được bình, quả nhiên bắt được người đẹp. Hương phi được đưa đến kinh sư, mệnh dọn sang Tây uyển, Phi vẫn thản nhiên không nói gì. Mỗi khi Cao Tông đến hỏi chuyện, trăm câu hỏi chẳng được một lần đáp, nên lệnh hầu gái thay mình thuyết phục, thì Phi từ trong ống tay lôi ra con dao trắng, khẳng khái nói:「"Nước mất nhà tan, ý chết sớm quyết. Dẫu cái chết này vô ích, ta cũng một mực làm vì Cố chúa. Nay ngươi dám nhục mạ ta, thì xem ta chết!"」. Cung hầu cả kinh, thúc giục cả đám người ngăn cản, đoạt dao từ tay Phi. Thế mà Phi thản nhiên cười lạnh:「"Ở trong áo ta có đến 10 con dao! Nếu như ngươi dám bức ép ta, ta sẽ tự đâm vào mình"」. Cung hầu bất đắc dĩ, tấu lại mọi chuyện, Cao Tông đành phải thôi ép buộc. Nhưng mệnh cho người bên cạnh ngày đêm chăm nom, phòng để tự sát, hòng làm Phi vơi đi ý niệm thâm thù, lấy lòng mỹ nhân. Sau Cao Tông đem Phi ở bên ngoài, phỏng kiến trúc Tây Vực mà xây nhà thờ Hồi giáo cùng các hiệu buôn. Thái hậu nghe chuyện lạ, vì sợ Cao Tông chìm đắm, nên hướng về Tây uyển mà nói:「"Cái ngữ ấy không tự khuất phục, thì nên giết đi, hoặc là gửi về chỗ cũ"」. Cao Tông không nghe. Một năm nọ, khi đến chuyển trời Đông chí, Thái hậu biết Cao Tông phải xuất cung nhập Tế đàn tĩnh trai giới, nên cho triệu Phi đến Từ Ninh cung, lại sai đóng chặt cửa cung, dặn:「"Khi Hoàng đế đến, không cho vào!"」. Sau đó quay ra hỏi Phi rằng:「"Ngươi không chịu khuất chí, rốt cục muốn tính toán điều gì?"」. Phi đáp:「"Chỉ nguyện chết"」. Thái hậu hỏi:「"Nay ta ban cho ngươi toại ý, có chịu chăng?!"」. Phi lạy tạ, đáp lại:「"Thiếp nguyên ý trả thù. Nay có cơ hội về với Cố chúa, hà cớ gì chần chừ?!"」. Khi Cao Tông nghe tin, vội sai người đưa mình đến Từ Ninh cung, nhưng gặp cửa cung đã bị đóng chặt, khóc rống ngoài cửa. Giây lát, cửa mở, nhưng Phi đã tắt thở, mà mùi thơm lạ lùng không tiêu tan, mặt hãy còn mỉm cười. Lấy lễ Phi vị hạ táng. Người Tường Phù là Chu Tinh Dự có giấu một bức vẽ Hương phi, mặc đồ người Mãn, tư thái rất đẹp động lòng. Cao Tông mặc nhung trang đeo Bội kiếm, cưỡi ngựa uy mãnh. Hương phi cầm trong tay 3 cái mũi tên, tựa muốn dâng cho Cao Tông. Bức vẽ tả lại cảnh cả hai đi tái ngoại. | ” |
| — Hương phi thể hữu dị hương, Thanh bại loại sao | |   |

## Phim ảnh truyền hình

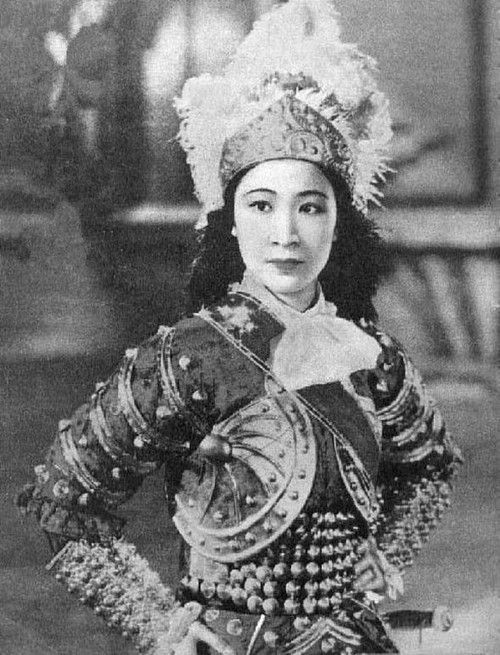
Diễn viên Vương Hi Xuân đóng vai Hương phi (1940).

| Năm  | Tên phim                | Nhân vật                 | Diễn viên              |
| 1940 | Hương phi               | Hương phi (香妃)         | Vương Hi Xuân 王熙春   |
| 1975 | Hương phi               | Y Mạt Nhĩ thị (伊帕爾氏) | Trương Li Mẫn 張琍敏   |
| 1985 | Hoàng thượng bảo trọng  | Hách Ti Lệ (赫丝丽)      | Thiệu Mỹ Kỳ 邵美琪     |
| 1996 | Tể tướng Lưu Gù         | Giang phi (江妃)         | Mễ Lạp 米粒            |
| 1998 | Hoàn Châu cách cách     | Hàm Hương (含香)         | Lưu Đan 刘丹           |
| 2004 | Càn Long và Hương phi   | Y Mạt Nhĩ (伊帕尔)       | Nỗ Nhĩ Bỉ Á 努尔比亚   |
| 2011 | Tân Hoàn Châu cách cách | Hàm Hương (含香)         | Mạch Địch Na 麥迪娜    |
| 2018 | Diên Hi công lược       | Trầm Bích (沉碧)         | Trương Gia Nghê 张嘉倪 |
| 2018 | Như Ý truyện            | Hàn Hương Kiến (寒香见)  | Lý Thấm 李沁           |